# Johannes Falkenberg
Johannes Falkenberg (ur. ok. 1365, zm. ok. 1435 w Legnicy) – dominikanin, inkwizytor, autor antypolskiego paszkwilu Satyra przeciw herezji i innym nikczemnościom Polaków i ich króla Jagiełły.

## Życiorys

### Data i miejsce urodzenia
Miejsce urodzenia Falkenberga nie zostało w sposób ostateczny ustalone. Wedle relacji Jana Długosza dominikanin urodził się w Kamieniu Pomorskim. Spośród innych hipotetycznych miejscowości wymienia się m.in. Gdańsk, Złocieniec (wówczas Falkenburg nad Drawą) i miejscowość Falkenberg nad rzeką Elster. Historyk Edward Rymar sygnalizował możliwość pochodzenia Falkenberga z Pomorza Zachodniego bądź Nowej Marchii. Niektóre współczesne opracowania biograficzne informują, że urodził się w saskiej rodzinie mieszczańskiej. Biograf Falkenberga, Tomasz Kalisz, uznaje trop saski za najbardziej przekonujący. Za przybliżoną datę urodzenia uznaje się lata 1364–1365.

### Wczesne lata i okres studiów
Falkenberg rozpoczął edukację najprawdopodobniej w szkole miejsko-parafialnej w swojej rodzinnej miejscowości. Najpóźniej w 1379 roku rozpoczął studia na Uniwersytecie Karola w  Pradze. W 1381 roku uzyskał stopień bakałarza. W 1384 roku, wciąż w Pradze, zdobył stopień magistra. Następnie podjął na tej samej uczelni studia prawnicze, lecz po około roku opuścił Pragę i przeniósł się do Wiednia, gdzie kontynuował naukę. Tam studiował teologię, wykładając jednocześnie sztuki wyzwolone. Na następne kilka lat Falkenberg znika z przekazów źródłowych, pojawiając się ponownie w 1399 roku w Kolonii, już jako osoba duchowna-dominikanin. W międzyczasie, prawdopodobnie właśnie w Kolonii, zdobywa tytuł doktora teologii. 

### Okres krakowski
Od około 1403 do 1410 roku sprawował urząd regensa w dominikańskim studium generale w Krakowie. Tam daje się poznać jako kontrowersyjny polemista, wdający się w spory doktrynalne m.in. z biskupem Piotrem Wyszem i Mateuszem z Krakowa. W owym czasie do jego obowiązków jako regensa należały m.in. kontrola kształcenia w dominikańskiej szkole wyższej i formacja duchowa braci zakonnych. Cieszył się wówczas wysoką estymą jako teolog, o czym świadczy m.in. fakt, że Rada Miejska Krakowa zwracała się do niego o oficjalne porady natury etyczno-religijnej w kwestiach zarządzania miastem.  
Na okres krakowski przypada napisanie przez Falkenberga traktatu De monarchia mundi, będącego ostrą polemiką z tezami zawartymi w traktatach O praktykach kurii rzymskiej Mateusza z Krakowa i Speculum aureum Piotra Wysza. W swoim traktacie Falkenberg bronił nieomylności papieża, przedstawiał Kościół zachodni jako wzór do naśladowania dla wschodniego, ponadto nie omieszkał osobiście zaatakować Mateusza z Krakowa, oskarżając go o herezję. Oskarżony uczony wytoczył Falkenbergowi w Rzymie proces, w wyniku którego dominikanin musiał przeredagować swój traktat i usunąć z niego ataki na Mateusza. 

### Na soborach
Falkenberg oficjalnie do 1410 roku pozostawał regensem dominikanów w Krakowie, de facto opuścił jednak miasto i już w 1407 roku wykładał teologię na Uniwersytecie Karola. W Pradze przebywał do 1409 roku,
w międzyczasie diametralnie zmieniając swoje poglądy nt. Kościoła ; z pozycji pro-papieskich przesunął się na koncyliarystyczne. Wydał wówczas między innymi traktat De renuntiatione papae, w którym wzywał do wypowiedzenia posłuszeństwa papieżowi Grzegorzowi XII.
W 1409 pojawił się na soborze w Pizie, skąd prawdopodobnie rozesłał do uczonych Uniwersytetu w Wiedniu traktat polemizujący z tezami Stanisława ze Skarbmierza nt. wojny sprawiedliwej i niesprawiedliwej. Falkenberg oskarżał ponadto na kartach traktatu Władysława Jagiełłę o bratanie się z poganami i wzywał do walki z nim. 
Od około 1411 do 1414 roku sprawował urząd inkwizytora na Saksonię i Turyngię, będąc jednocześnie przeorem w Warburgu. 

#### Konstancja i spór z delegacją polską
W 1415 pojawił się na soborze w Konstancji, gdzie uczestniczył w kilku głośnych sporach, spośród których największą sławę przyniósł mu skandal związany z Satyrą przeciw herezji i innym nikczemnościom Polaków i ich króla Jagiełły. W spór polsko-krzyżacki w Konstancji Falkenberg zaangażował się w 1416 roku. Wówczas napisał i opublikował na zlecenie prokuratora krzyżackiego Piotra z Ornety cztery traktaty skierowane przeciwko Pawłowi Włodkowicowi i jego koncepcji wojny sprawiedliwej. Delegacja polska z Włodkowicem na czele ustosunkowała się do argumentów Falkenberga i spór mieścił się w granicach ówczesnych norm dyskusji do momentu, w którym delegacji polskiej przedłożono Satyrę - napisany kilka lat wcześniej (zapewne między 1410 a 1412 rokiem) paszkwil Falkenberga na Jagiełłę i Polaków. Wzburzony porażką Zakonu Krzyżackiego pod Grunwaldem napisał tekst zachęcający do walki przeciwko Polsce, w którym przedstawia kraj Słowian jako świątynię pogaństwa, wysługującą się bożkom ziemię niewiernych, przeciw którym zaleca walkę jako dzieło Chrystusowe. Wzywał do wytępienia Polaków, obiecując w zamian życie wieczne.
Kwestią dzisiaj niewyjaśnianą pozostaje, w jaki sposób i w jakim celu paszkwil Falkenberga pojawił się w Konstancji i został upubliczniony stronie polskiej. Paweł Włodkowic oskarżył stronę krzyżacką o zlecenie Falkenbergowi napisania tekstu. Piotr z Ornety, prokurator krzyżacki, sugerował, że dominikanin napisał Satyrę z własnej inicjatywy. Z pewnością do jej publikacji na soborze doszło wbrew woli autora. Historyk Tomasz Kalisz wysuwa przypuszczenie, że paszkwil upubliczniła celowo strona krzyżacka, aby sprowokować wzburzenie Polaków i obrócić ich ataki soborowe przeciwko osobie Falkenberga, co miało odwrócić uwagę od meritum toczącego się sporu.
W styczniu 1417 delegacja polska złożyła na soborze oficjalny pozew przeciwko Falkenbergowi, zarzucając mu herezję oraz zniesławienie króla oraz narodu polskiego. Komisja wiary zawiązana w celu rozpatrzenia sprawy dopatrzyła się 11 przewinień dominikanina, przychyliła się do wniosku Polaków, potępiła Satyrę i nakazała jej publiczne spalenie. W wyniku sprzeciwu stronnictwa burgundzkiego do wykonania wyroku wówczas nie doszło. W międzyczasie sprawą Falkenberga zajęła się także kapituła generalna zakonu dominikańskiego obradująca w Strasburgu. Władze zakonu potępiły dziełko, a autora skazały na karę wiecznego więzienia (perpetuo carceri). Wskutek tego Falkenberg został aresztowany w Konstancji. Dalsze starania delegacji polskiej doprowadziły do ponownego potępienia Satyry przez komisję wiary. Ostatecznie papież Marcin V uwięził Falkenberga w zamku św. Anioła w Rzymie. Dominikanin opuścił więzienie w 1424 roku, po kilkukrotnym publicznym (m.in. w obecności delegacji polskiej) odwołaniu tez zawartych w paszkwilu.

### Dalsze losy
Na przełomie 1429 i 1430 roku Falkenberg znajdował się w Toruniu. Był wówczas współpracownikiem inkwizytora Piotra Wichmanna. Tam zaangażowany był w spór pomiędzy dominikanami a miejscowym proboszczem. Po wygnaniu dominikanów z Torunia przez pewien czas przebywał w Kamieniu Pomorskim, być może także w Gdańsku i Malborku. Później, do ok. 1434/1435 roku uczestniczył w soborze w Bazylei. Ostatnim poświadczonym źródłowo miejscem pobytu Falkenberga był Wrocław, gdzie ponownie zaangażował się w lokalny konflikt między zakonem dominikanów a miejscowymi klerykami. W toku tego sporu zdążył jeszcze opublikować traktat w obronie Zakonu.

### Śmierć
Według Jana Długosza Falkenberg umarł w Legnicy podczas powrotu z soboru w Bazylei. Do tej tezy przychyla się większość badaczy, choć za miejsce śmierci Falkenberga podaje się też niekiedy Wrocław. Za datę śmierci przyjmuje się rok 1435.

## Wybrana twórczość
- Iudicium de aedificandis domis pro meretricibus
- De monarchia mundi
- Defensio operis de monarchia mundi adversus Matthaeum Cracoviensem
- De renuntiatione papae
- Quaestio ad Universitatem Viennensem missa
- Determinatio contra fratrem Iohannem Schweydeler de Patczkov de conventu hospitali s. Iohannis Hierosolymitani
- Satira contra hereses et cetera nephanda Polonorum et eorum regis Jaghel
- Liber de doctrina potestatis papae et imperatoris contra Paulum Vladimiri
- Tractatus aciipe gladium
- Tractatus pro defensione Ordinis Praedicatorum[31][d]